# Geeignetheitsbestätigung
Mit einer Geeignetheitsbestätigung gem. § 33c Abs. 3 der Gewerbeordnung weist ein Gewerbetreibender die Geeignetheit des Aufstellungsortes von Geld- und Warenspielgeräten nach. Mit der Bestätigung wird nachgewiesen, dass der Ort den Anforderungen der Spielverordnung des Bundesministers für Wirtschaft (SpielV) entspricht. 
Die Bestätigung ist sowohl objekt- als auch personenbezogen und kann nur erteilt werden, wenn der Aufsteller im Besitz einer Aufstellerlaubnis ist und der Betrieb die Voraussetzungen für das Aufstellen von Spielgeräten erfüllt. Seit November 2014 dürfen Geldspielgeräte nicht mehr in der sog. erlaubnisfreien Gastronomie im Sinne des § 2 Abs. 2 GastG aufgestellt werden (§ 1 Abs. 2 Nr. 4 SpielV). Die Geeignetheitsbestätigung für Spielgeräte in einer Gaststätte ist zu versagen, wenn der Schwerpunkt des Betriebs durch das Aufstellen der Geräte nicht mehr im Angebot von Speisen und Getränken läge. Bei Umgehung der in § 3 Abs. 1 Satz 1 SpielV normierten Höchstgrenze von zwei Geldspielgeräten pro Gaststättenbetrieb kann die Geeignetheitsbestätigung zurückgenommen werden.
Die Reglementierung der Aufstellung von Geldspielgeräten dient dem öffentlichen Interesse an einer Bekämpfung der Spielsucht.
Ohne Geeignetheitsbestätigung aufgestellte Geldspielgeräte bedeuten eine Ordnungswidrigkeit gem. § 144 Abs. 2 Nr. 4 GewO.